# ماگلوتسا
ماگلوتسا (به مجاری:  Maglóca) یک شهرداری در مجارستان است که در ناحیه چورنا واقع شده‌است. ماگلوتسا ۵٫۷۷ کیلومتر مربع مساحت و ۱۰۷ نفر جمعیت دارد.